# Zhangjiagang
Zhangjiagang (张家港市S, ZhāngjiāgǎngP) è una città-contea della Cina, situata nella provincia di Jiangsu e amministrata dalla prefettura di Suzhou.